# …Baby One More Time (album)
Pour les articles homonymes, voir ...Baby One More Time.
Albums de Britney Spears
Oops!... I Did It Again
(2000)
Singles
1. ...Baby One More Time
Sortie : 30 septembre 1998
2. Sometimes
Sortie : 30 avril 1999
3. (You Drive Me) Crazy
Sortie : 23 août 1999
4. Born to Make You Happy
Sortie : 6 décembre 1999
5. From the Bottom of My Broken Heart
Sortie : 15 décembre 1999

...Baby One More Time est le premier album de la chanteuse pop américaine Britney Spears. Sorti aux États-Unis le 12 janvier 1999, il est produit entre autres par Max Martin et Rami.
Il s'agit de l'album qui s'est le plus vendu aux États-Unis derrière l'album Millenium des Backstreet Boys en 1999. Il a également permis à la chanteuse, alors âgée de 17 ans, de se faire connaître. En France, il se classe 21e parmi les meilleures ventes d'albums en 1999. Il s'agit de la meilleure performance en termes de ventes de la chanteuse dans l'hexagone. Il s'est vendu à 30 millions d'exemplaires dans le monde,, et demeure l'album le plus vendu de Britney Spears.

## Liste des pistes

### Édition standard
| #   | Titre                                   | Compositeur(s)                                                             | Producteur                                    | Durée |
| --- | --------------------------------------- | -------------------------------------------------------------------------- | --------------------------------------------- | ----- |
| 1.  | ...Baby One More Time                   | Max Martin                                                                 | Max Martin, Rami Yacoub                       | 3:30  |
| 2.  | (You Drive Me) Crazy                    | David Kreuger, Jörgen Elofsson, Max Martin, Per Magnusson, Jörgen Elofsson | Per Magnusson, David Kreuger, Max Martin      | 3:17  |
| 3.  | Sometimes                               | Jörgen Elofsson                                                            | Per Magnusson, David Kreuger, Jörgen Elofsson | 4:05  |
| 4.  | Soda Pop                                | Eric Foster White, Mikey Bassie                                            | Eric Foster White                             | 3:20  |
| 5.  | Born to Make You Happy                  | Andreas Carlsson, Kristian Lundin                                          | Kristian Lundin                               | 4:03  |
| 6.  | From The Bottom Of My Broken Heart      | Eric Foster White                                                          | Eric Foster White                             | 5:11  |
| 7.  | I Will Be There                         | Andreas Carlsson, Max Martin                                               | Max Martin, Rami Yacoub                       | 3:53  |
| 8.  | I Will Still Love You (avec Don Philip) | Eric Foster White                                                          | Eric Foster White                             | 4:02  |
| 9.  | Deep In My Heart                        | Andreas Carlsson, David Krueger, Per Magnusson                             | Per Magnusson, David Kreuger                  | 3:34  |
| 10. | Thinkin' About You                      | Eric Foster White, Mikey Bassie                                            | Eric Foster White                             | 3:35  |
| 11. | E-Mail My Heart                         | Eric Foster White                                                          | Eric Foster White                             | 3:41  |
| 12. | The Beat Goes On                        | Sonny Bono, Eric Foster White                                              | Eric Foster White, All Seeing I               | 3:43  |

### Titres bonus
| #   | Titre                                       | Compositeur(s)                    | Producteur                               | Durée | Commentaires                                                                        |
| --- | ------------------------------------------- | --------------------------------- | ---------------------------------------- | ----- | ----------------------------------------------------------------------------------- |
| 13. | I'll Never Stop Loving You                  | Jason Blume, Steve Diamond        | Per Magnusson, David Kreuger             | 3:41  | Disponible en Australie, au Japon, à Singapour, à Taïwan et en France               |
| 14. | Autumn Goodbye                              | Eric Foster White                 | Eric Foster White                        | 3:40  | Disponible en Australie, au Japon et en France                                      |
| 15. | I'm So Curious                              | Eric Foster White, Britney Spears | Eric Foster White                        | 3:35  | Disponible en Corée du Sud                                                          |
| 16. | ...Baby One More Time [Davidson Ospina Mix] | Max Martin                        | Max Martin, Rami Yacoub, Davidson Ospina | 3:24  | Disponible en Australie, à Hong Kong, au Japon, à Singapour, à Taïwan et en France. |
| 17. | ...Baby One More Time [Boy Wunder Mix]      | Max Martin                        | Max Martin, Rami Yacoub, Boy Wunder      | 3:27  | Disponible en Australie, au Japon et en France.                                     |

## Réception
...Baby One More Time fut le plus gros succès commercial de Britney Spears. Il entra directement à la première place des ventes d'albums à la fois aux États-Unis et au Canada, et se classa dans les dix premiers dans la plupart des autres pays.
Aux États-Unis, l'album est certifié quatorze fois disque de platine. En France, il est certifié double disque de platine.

## Classements et certifications

### Classements hebdomadaires
| Classement (1999-2000)             | Meilleure place |
| ---------------------------------- | --------------- |
| Allemagne (Media Control AG)       | 1               |
| Australie (ARIA)                   | 2               |
| Autriche (Ö3 Austria Top 40)       | 2               |
| Belgique (Flandre Ultratop)        | 2               |
| Belgique (Wallonie Ultratop)       | 2               |
| Canada (RPM 100 Albums)            | 1               |
| Écosse (OCC)                       | 6               |
| États-Unis (Billboard 200)         | 1               |
| Finlande (Suomen virallinen lista) | 11              |
| France (SNEP)                      | 4               |
| Italie (FIMI)                      | 11              |
| Norvège (VG-lista)                 | 5               |
| Nouvelle-Zélande (RIANZ)           | 3               |
| Pays-Bas (Mega Album Top 100)      | 3               |
| Royaume-Uni (UK Albums Chart)      | 2               |
| Suède (Sverigetopplistan)          | 10              |
| Suisse (Schweizer Hitparade)       | 1               |

### Certifications
| Classement                               | Source(s)           | Certification   | Ventes       |
| ---------------------------------------- | ------------------- | --------------- | ------------ |
| Allemagne                                | Media Control, IFPI | 3 × Or          | 750 000 +    |
| Australie                                | ARIA                | 4 × Platine     | 280 000 +    |
| Autriche                                 | Media Control, IFPI | Platine         | 30 000 +     |
| Brésil                                   | ABPD                | Or              | 100 000 +    |
| Canada                                   | CRIA, Billboard     | Diamant         | 1 Million +  |
| États-Unis                               | RIAA                | 14 × Platine    | 14 millions  |
| Europe Billboard European Top 100 Albums | IFPI, Billboard     | 4 × Platine     | 4 Millions + |
| Finlande                                 | GLF, IFPI           | Or              | 37 865       |
| France                                   | SNEP                | 2 × Platine     | 600 000 +    |
| Japon                                    | Oricon              | Platine         | 200 000      |
| Mexique                                  | Amprofon            | 2 × Platine, Or | 375 000 +    |
| Norvège                                  | Verdens Gang, IFPI  | Platine         | 40 000 +     |
| Nouvelle-Zélande                         | RIANZ               | 3 × Platine     | 45 000 +     |
| Pays-Bas                                 | NVPI, Megacharts    | 3 × Platine     | 240 000 +    |
| Royaume-Uni                              | BPI                 | 4 × Platine     | 1,2 million  |
| Suède                                    | GLF, IFPI           | Platine         | 60 000 +     |
| Suisse                                   | Media Control, IFPI | 2 × Platine     | 100 000 +    |

## Singles

### ...Baby One More Time
La chanson, produite par DenniZ Pop et Max Martin, raconte l'histoire d'une jeune fille regrettant d'avoir mis fin à sa relation avec son petit ami, et combien elle souhaite se réconcilier avec lui.
Ce single, perçu comme sa signature, a eu un grand succès international. Son clip est également très connu, présentant une jeune adolescente s'ennuyant en classe et rêvant qu'elle danse et chante dans les différents lieux de son lycée (couloirs, extérieurs, et enfin gymnase). Son apparence (un uniforme de collégienne catholique avec des couettes) est une de ses marques de fabrique. Dans le classement des meilleures chansons pop de tous les temps établi par le magazine Rolling Stone et MTV, ...Baby One More Time est classé 25e.
Le titre est certifié disque de platine en France.

### Sometimes
Sorti en avril 1999, Sometimes est le deuxième single issu de l'album. Ce titre se démarque du précédent single car il s'agit d'une ballade. Le vidéoclip montre Britney, près d'une plage, qui ne cesse de regarder le garçon qu'elle aime. On peut la voir danser avec ses danseurs sur un quai effectuant la chorégraphie. Il a été écrit et produit par Jörgen Elofsson. Il a été certifié disque d'argent en France.

### (You Drive Me) Crazy
Produit et écrit par Max Martin, ce troisième single a été remixé pour sa sortie en août 1999. Le titre remixé s'intitule (You Drive Me) Crazy [The Stop Remix !]. Dans le clip, Britney est dans une espèce de discothèque et fait des chorégraphies impressionnantes avec ses danseurs. Les acteurs Melissa Joan Hart et Adrian Grenier font une apparition. Le titre a été certifié disque d'or en France.

### Born To Make You Happy
Quatrième single issu de l'album et le dernier sorti en France, Born To Make You Happy est disponible en Europe dès le 24 décembre 1999. Le vidéoclip débute où Britney dort et fait un rêve. Elle rêve que le garçon de ce rêve l'aime et qu'ils restent ensemble. Britney danse sur une plateforme dans l'"espace" avec des danseurs masculins et féminins. Le titre, écrit par Andreas Carlsson et Kristian Lundin, est certifié disque d'argent en France.

### From The Bottom Of My Broken Heart
Cinquième single et le dernier issu de l'album. Son clip est sorti le 21 décembre 1999. Au début, on aperçoit Britney faire ses valises pour s'en aller. Au fil des minutes, on voit des souvenirs de l'histoire d'amour que Britney avait avec son petit-ami. Cependant, le garçon lui annonce qu'il la quitte. Britney, bouleversée, prend un autobus pour une autre ville. À la fin, le garçon revient pour lui dire qu'il l'aime encore, mais il est trop tard. Britney est partie...